# Oprănești (sit SCI)
Oprănești este o arie protejată (sit de importanță comunitară — SCI) din România, desemnată în scopul protejării biodiversității și menținerii într-o stare de conservare favorabilă a florei spontane și faunei sălbatice, precum și a habitatelor naturale de interes comunitar aflate în arealul zonei de protecție. Aceasta este întinsă pe o suprafață de 1.339,7 ha, integral pe uscat.

## Localizare
Centrul sitului Oprănești este situat la coordonatele 44°39′10″N 22°48′13″E / 44.652797°N 22.803711°E. Situl se întinde pe teritoriile administrative ale comunelor Husnicioara, Șimian și Prunișor din județul Mehedinți.

## Înființare
Situl Oprănești a fost declarat sit de importanță comunitară (ROSCI0420) în ianuarie 2016 pentru a proteja o specie faunistică.

## Biodiversitate
Situată în ecoregiunea continentală, aria protejată conține două habitate naturale: Păduri de stejar cu carpen de tip Galio-Carpinetum și Păduri balcano-panonice de cer și gorun.
La baza desemnării sitului se află  țestoasa de uscat bănățeană (Testudo hermanni), o reptilă din ordinul Testudines aflată pe lista roșie a IUCN.